# アスディバインメナス
『アスディバインメナス』は、ケムコより2015年4月20日に発売されたゲームソフト。iOS・Android・PlayStation 4、PlayStation Vita・Xbox One・Nintendo Switch・Steam向けに配信されている。

## 概要
ドット絵2Dバトルと多くのやりこみ要素を特徴とする本格RPG・アスディバインシリーズの第3作で、『アスディバインディオス』の続編にあたる。有料の追加コンテンツの導入により、バトルを有利に進めることができる。

## あらすじ
前作の戦いから100年。
世界は平和を取り戻し、イザヨイも人間との穏やかな暮らしを楽しんでいた。
だが、別世界「エストレラ」からラトナと名乗る光の精霊が訪れ、世界の危機を告げる。イザヨイは再び戦いへと赴く。

## 登場人物
イザヨイ
声 - 緑川光
前作からの主人公。「アスディバイン」を創造した精霊神。外見年齢は19歳。
かつては人間に無関心だったが、前作の冒険を経て、人間に関心を持つようになっている。
ラトナ
声 - 竹内仁美
世界「エストレラ」の光の精霊。精霊神が予知した危機を伝えるため、イザヨイのもとへやってきた。17歳。
明るく前向きな性格だが、しばしば空回りして失敗し、周囲を巻き込む。臆病なところはあるが、強い芯の持ち主。
リタニア
声 - 高田初美
世界「ラメール」の闇の精霊。19歳。
ラメールに落ちてきたイザヨイたちを侵入者とみなし、刃を向けてくる。
ノルン
声 - さいとうよしえ
帰るべき世界がわからず、彷徨っていたところ、イザヨイたちと出会った13歳の精霊。
1000年を生きた精霊でなければ身につけられないような強い力を持つ。無邪気で食欲に忠実。
アレク
声 - 川内佑太朗
魔法と剣を使う少年。16歳。
ネメシスと行動を共にする。
ジャンヌ
声 - 長澤遙香
ギルドに所属する傭兵。武器は弓。18歳。
弟想いであり、弟のこととなると時に我を忘れる。
ネメシス
声 - 森樹里
一行の旅を見守る謎の精霊。
受付嬢
声 - さいとうよしえ
イザヨイ（プレイヤー）にサービスと試練を提供する。前作にも登場。
イザヨイたちからは別世界の精霊神と勝手に思われている。

## 反響

### 評価
ファミ通によるレビューが行われている。
- 本作は『アスディバインディオス』の続編である。この点について、「『ディオス』をプレイした人向けではあるが、さほど気にせずとも遊べる」（ジゴロ☆芦田）とされた一方、「“『アスディバインディオス』のエンディングから100年後”という物語も含めて楽しみたい向きであれば、プレイの順序には気を遣った方がよい」（戸塚伎一）ともされた。「新たなヒロインたちとの冒険は、プレイのモチベーションに」なる（戸塚伎一）と述べられた。
- 「戦闘は、総じて高めの敵のHPをいかに効率よく削るかが問われるバランス調整」になっている（戸塚伎一）と評された。「1990年代初頭のRPGを彷彿させるクラシカルなグラフィック」とされた演出面については、しかし「戦闘時の2Dアニメーションは、キャラが往年の大作ファンタジーRPGのような多彩な動きを見せて◎」（卵を守る雨宮）と肯定的に評価された。
- 「続々とパーティーに参加する新ヒロインの、タイプの多様さ」は肯定的に評価されたが、「シナリオのノリは、好みが分かれそう」とされた（くしだナム子）。